# Буртас
Буртас — река в Пензенской области России, левый приток Выши (бассейн Волги).
Длина реки составляет 57 км, площадь водосборного бассейна — 419 км² Берёт начало в овраге восточнее села Козловка, которое находится западнее райцентра Пачелма. Высота истока около 210 метров над уровнем моря. Впадает в реку Выша, возле села Кузёмкино. Высота устья — 128 метров над уровнем моря.
Приток: Грязнуха (10 км от устья) — левый.

## Данные водного реестра

Бассейн Мокши

По данным государственного водного реестра России относится к Окскому бассейновому округу, водохозяйственный участок реки — Цна от города Тамбов и до устья, речной подбассейн реки — Мокша. Речной бассейн реки — Ока.
Код объекта в государственном водном реестре — 09010200312110000029638.